# Jonas Voegeli
Jonas Timm Voegeli (* 1979 in Zürich) ist ein Schweizer Visueller Gestalter.

## Leben
1996–2001 Studium der Visuellen Kommunikation an der Hochschule für Gestaltung und Kunst Zürich. 1999–2002 Mitarbeiter bei Alan Ward, Manchester; Syd Shelton und E-Fact, London; Müller+Hess, Basel. 2002–2005 eigenes Studio The Remingtons mit Ludovic Balland. 2003–2013 Dozent für Editorial Design an der Ecole cantonale d’Art de Lausanne. Ab 2004 Gastdozenturen an den Kunsthochschulen Bern, Luzern und Zürich. 2006 Gründung von Voegeli JTV. 2010 Gründung von Hubertus-Design. Workshops und Vorträge in Europa, Afrika, Amerika und Asien. Mehrfach ausgezeichnet mit dem Eidgenössischen Preis für Design. Schönste Bücher der Schweiz und Österreich sowie Gold-, Silber- und Bronze-Medaillen am internationalen Wettbewerb schönste Bücher der Welt. Voegeli ist seit 2013 Leiter der Bachelor Vertiefung Visuelle Kommunikation, BA/MA-Dozent für Editorial Design an der Zürcher Hochschule der Künste und Mitglied der Alliance Graphique Internationale.

## Preise
- 2005, 2006, 2007, 2009, 2011, 2012, 2016, 2017, 2019, 2021: Die schönsten Schweizer Bücher
- 2003, 2009: Eidgenössischer Preis für Design
- 2005: Schönste Bücher der Welt, Leipzig, Goldmedaille für Globus Cassus, Christian Waldvogel
- 2006: Schönste Bücher der Welt, Leipzig, Silbermedaille für Wo-Wo-Wonige, Stadt- und wohnpolitische Bewegungen in Zürich nach 1968, Thomas Stahel
- 2007: Nomination zum Schweizer Designpreis «Archäologie der Zukunft», ETH Collegium Helveticum
- 2007: Schönste Bücher Österreichs
- 2011: Schönste Bücher der Welt, Leipzig, Bronzemedaille für Earth Extremes, Christian Waldvogel
- 2016: Schönste Bücher Deutschlands
- 2016: Schönste Bücher der Welt, Leipzig, Ehrendiplom für Falsche Fährten, Peter Radelfinger
- 2018: Walter-Tiemann-Preis (silber), für den Katalog der Schönsten Schweizer Bücher 2016
- 2018: Goldene Letter, Schönstes Buch der Welt, für «Heimat, Handwerk und die Utopie des Alltäglichen»
- 2019: Jan Tschichold Preis des Schweizer Bundesamtes für Kultur
- 2020: Schönste Bücher der Schweiz und Deutschlands für Data Centers, Edges of a Wired Nation
- 2021: Schönste Bücher der Welt, Leipzig, Bronzemedaille für Data Centers, Edges of a Wired Nation

## Ausstellungen
- 2002: «Postscript», «Typoedition» at K/Haus in Wien (Gruppenausstellung)
- 2004: «Frische Schriften», Museum für Gestaltung Zürich (Gruppenausstellung)
- 2005: «Hand-Made» Museum für Gestaltung Zürich (Gruppenausstellung)
- 2010: «Switzerland - Design For Life Exhibition», London (Gruppenausstellung)
- 2010: «Types we make», ECAL und MIT mit einem Essay über aktuelles Schweizer Schriftdesign (Gruppenausstellung)
- 2012: «Brno» Internationale Biennale für Grafik-Design (Gruppenausstellung)
- 2012: «Morteza Momayez Foundation», Theran (Gruppenausstellung)
- 2013: Shanghai, Schönste Bücher der Welt (Gruppenausstellung)
- 2013: «100 Jahre Schweizer Design», Museum für Gestaltung Zürich (Gruppenausstellung)
- 2014: Swiss Graphic Design in China (Gruppenausstellung)
- 2015: Swiss Graphic Design in Taiwan (Gruppenausstellung)
- 2015: China International Poster Biennal, Award für 1. Mai Plakat (Gruppenausstellung)
- 2017: 100 Beste Plakate Österreich, Deutschland Schweiz
- 2017: Design Studio Prozesse, Museum für Gestaltung Zürich, Archäologie der Zukunft